# Vaka 'A Hina
Vaka 'A Hina (littéralement « Navire de Hina ») est une sculpture de l'artiste tongien Sēmisi Fetokai Potauaine située à Christchurch en Nouvelle-Zélande.
Installée en 2019, la structure de 16 mètres est en acier Corten. L'œuvre se veut être « un symbole de solidarité et d'unité, transcendant les cultures et la spiritualité » et « un héritage durable d'espoir ».

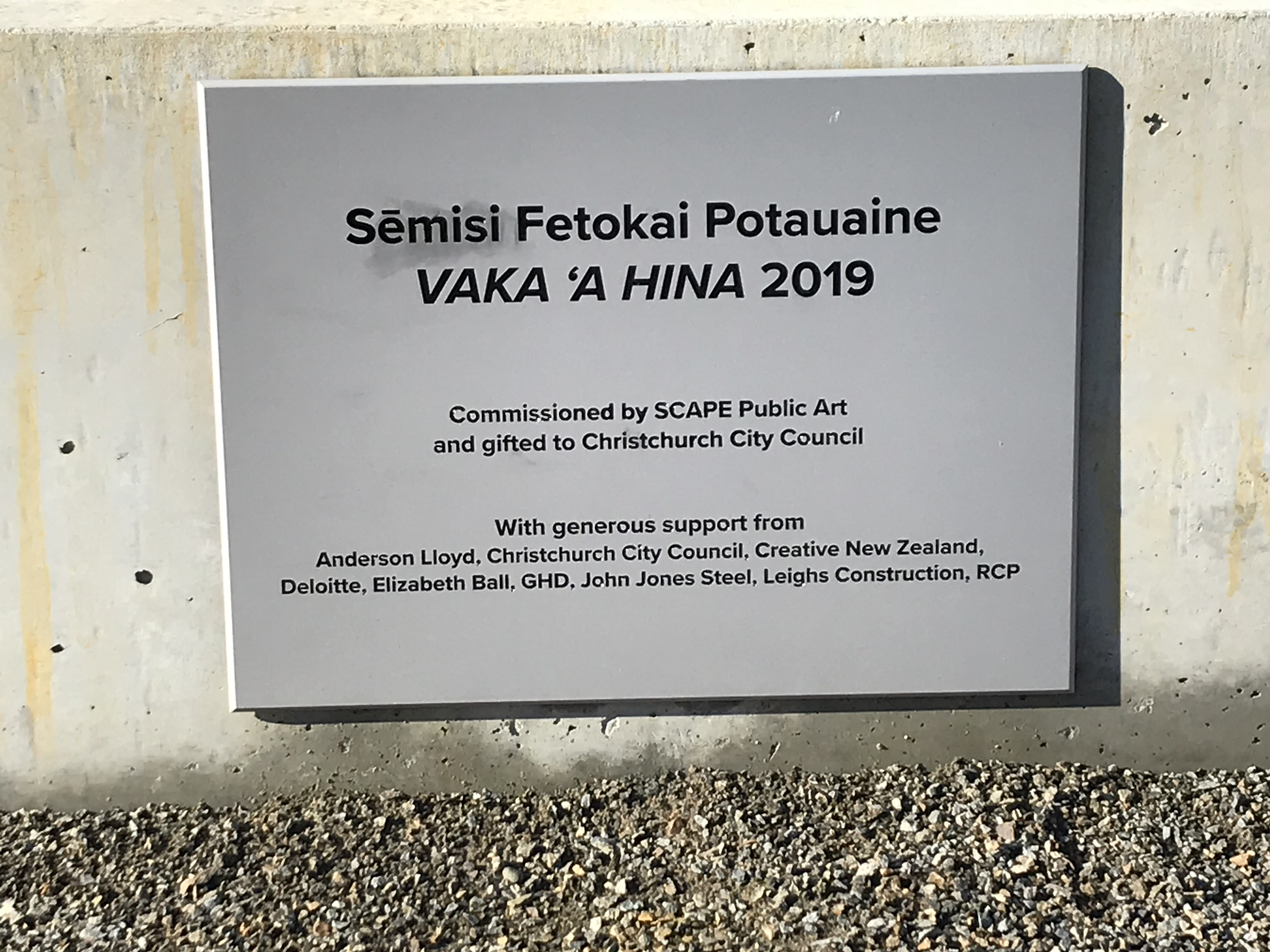
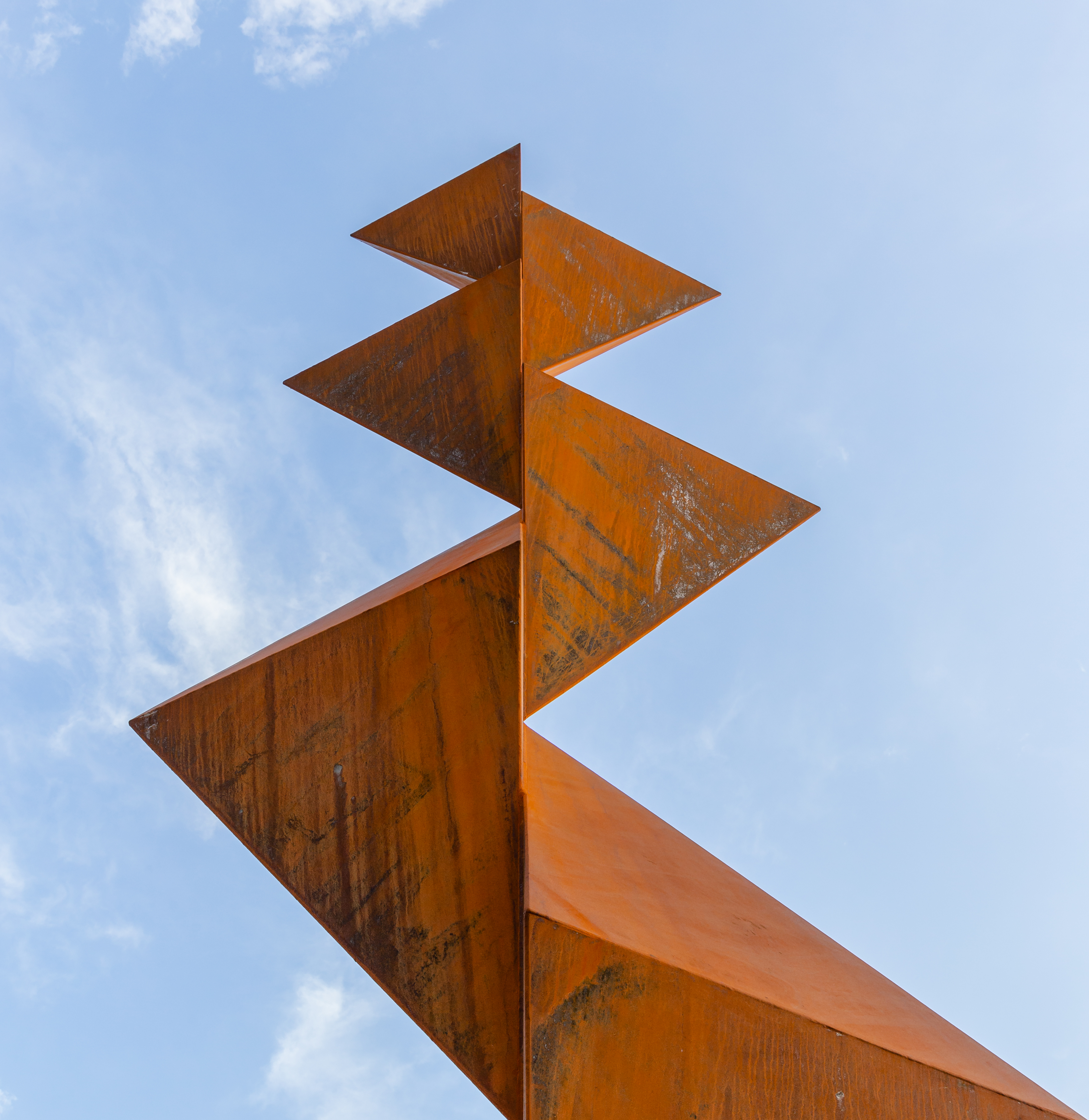
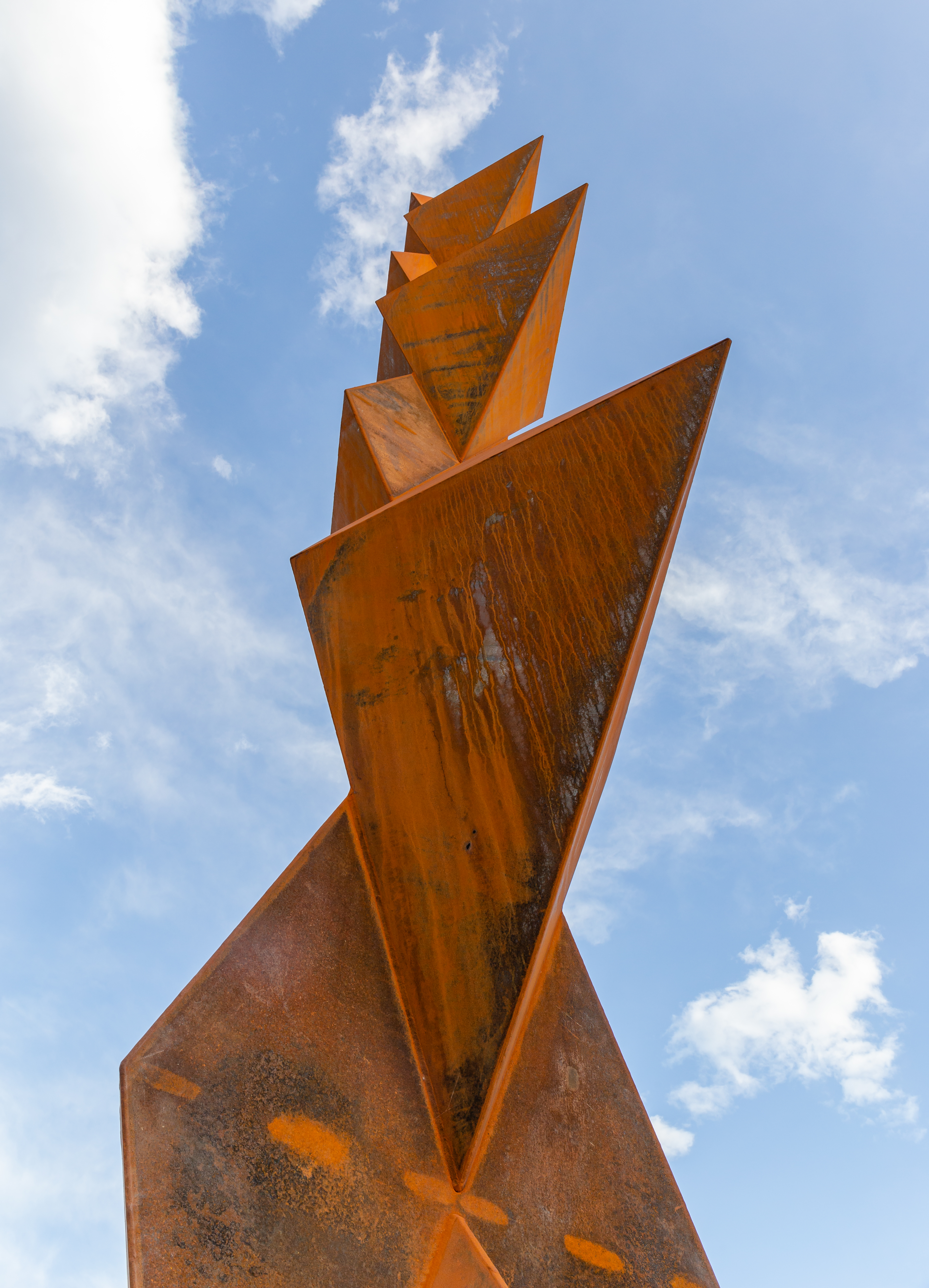